# Bagliori nel buio
Bagliori nel buio (Fire in the Sky) è un film del 1993 diretto da Robert Lieberman, ispirato al caso di rapimento alieno del taglialegna dell'Arizona Travis Walton, avvenuto la sera del 5 novembre 1975.

## Trama
Tornando verso la città, il gruppo di taglialegna (tra i quali Travis Walton), dopo una giornata di lavoro, intravedono delle luci nel bosco. Incuriosito, T.W. si avvicina alla sorgente luminosa per investigarne la natura, quando viene colpito e stordito da un raggio luminoso emanato dall'UFO. I suoi compagni scappano impauriti, quando tornano per recuperarlo, lui è scomparso; al che, disperati, raccontano alla polizia l'accaduto, testimoniando di aver avuto un incontro ravvicinato con gli UFO e rivelando la scomparsa di Walton. Un agente di polizia si convince che in realtà i taglialegna abbiano ucciso il loro compagno. Che però dopo pochi giorni riappare in stato confusionale, senza ricordare cosa gli è accaduto. Iniziando un faticoso processo di reinserimento nella vita di tutti i giorni,  Walton incontra l'agente di polizia, che lo accusa implicitamente di aver orchestrato la sua sparizione per ottenere notorietà (infatti alcuni ragazzini gli avevano chiesto l'autografo), affermando che prima o poi lo avrebbe dimostrato. Poi Walton quasi all'improvviso comincia a ricordare il suo incontro con gli alieni e i test che ha subito.

## Ispirazione
Il racconto di Walton ha molti tratti in comune con i racconti delle altre vittime di rapimento alieno: ricordi vaghi e dolorosi dell'accaduto (test sul rapito e le sonde), la tipologia di test subiti, le caratteristiche fisiche e biologiche degli occupanti dell'UFO.
I produttori del film sostengono di aver cambiato la scena dentro la nave spaziale a causa dei lamenti di numerosi membri della compagnia produttrice che affermarono che la vicenda originale fosse noiosa e perciò insistettero sui cambiamenti.

## Differenza tra il film e la storia vera
L'esperienza riportata dal vero Travis Walton nell'UFO è molto diversa da come venne narrata nel film. In realtà sostenne di essersi svegliato direttamente su un tavolino con dei piccoli esseri mostruosi (chiamati comunemente Grigi, anche se con alcune varianti nella fisionomia) che lo fissavano e dopo averli minacciati con un oggetto disse che gli esseri scapparono lasciandolo in pace, a differenza del film dove viene trattenuto a forza dalle creature. Inoltre prima di essere nuovamente rilasciato sulla Terra rivelò di aver fatto un giro per la nave e di aver trovato altri esseri con sembianze perfettamente somiglianti a uomini e donne con i capelli biondi e gli occhi color oro. Quando viene rilasciato, 5 giorni dopo, Travis viene ritrovato dentro una cabina telefonica con gli stessi vestiti di quando era scomparso e non completamente nudo come nel film.

## Curiosità
Nella scena del film in cui gli abitanti del paese si riuniscono in chiesa per affrontare la situazione insieme allo sceriffo, al minuto 55:30 appare in un cameo il vero Travis Walton.